# Fast Company
Fast Company es una revista de negocios estadounidense mensual publicada en forma impresa y en línea que se centra en tecnología, negocios y diseño. Publica seis números impresos al año.

## Historia
Fast Company fue fundada en noviembre de 1995 por Alan Webber y Bill Taylor, dos exeditores del Harvard Business Review, y el editor Mortimer Zuckerman. Los primeros competidores de la publicación incluyeron Red Herring, Business 2.0 y The Industry Standard.
En 1997, Fast Company creó una red social en línea, «Company of Friends», que generó una serie de grupos que comenzaron a reunirse. En un momento, Company of Friends tenía más de 40 000 miembros en 120 ciudades, aunque en 2003 ese número había disminuido a 8000.
En 2000, Zuckerman vendió Fast Company a Gruner + Jahr, propiedad mayoritaria del gigante de los medios Bertelsmann, por 550 millones de dólares. Justo cuando se completó la venta, la burbuja puntocom estalló, lo que provocó pérdidas importantes y una disminución de la circulación. Webber y Taylor dejaron la revista dos años después, en 2002, y John A. Byrne, anteriormente escritor senior y ex editor de gestión de BusinessWeek, fue contratado como nuevo editor. Bajo la dirección de Byrne, la revista ganó su primer premio Gerald Loeb, el honor más prestigioso en periodismo empresarial. Pero la revista no pudo revertir su declive financiero tras la crisis de las puntocom. Aunque la revista no trataba específicamente del comercio por Internet, las páginas de publicidad continuaron disminuyendo hasta alcanzar un tercio de las cifras del año 2000.
En 2005, Gruner + Jahr puso a la venta la revista, así como la revista Inc.. Byrne se puso en contacto con el empresario Joe Mansueto y le ayudó a completar la venta. Al final se produjo una guerra de ofertas que enfrentó a The Economist con la empresa de Mansueto, Mansueto Ventures. Mansueto, el único postor que prometió mantener viva a Fast Company, finalmente ganó el concurso y compró ambos títulos de revistas por 35 millones de dólares.
Bajo el ex editor en jefe Robert Safian, Fast Company fue nombrada por la Sociedad Estadounidense de Editores de Revistas como la revista del año en 2014.
Stephanie Mehta fue nombrada editora en jefe en febrero de 2018, habiendo trabajado anteriormente en Vanity Fair, Bloomberg, Fortune y The Wall Street Journal. Fast Company es propiedad de Mansueto Ventures y tiene su sede en Manhattan.

En septiembre de 2022, el sitio web de Fast Company, fastcompany.com, fue víctima de un ataque y se enviaron mensajes racistas. El sitio se vio comprometido y el acceso al sitio se utilizó para enviar notificaciones automáticas que la empresa identificó como «obscenas y racistas». Como resultado, el sitio estuvo fuera de línea durante ocho días.

## Sitio web
Lanzado en 1995, FastCompany.com cubre liderazgo e innovación en negocios, temas ambientales y sociales, entretenimiento y marketing y, a través de su sitio Co.Design, la intersección de negocios y diseño, desde arquitectura hasta electrónica, productos de consumo y moda. Fast Company también operaba anteriormente sitios llamados Co.Labs, Co.Exist y Co.Create. Co.Exist y Co.Create pasaron a denominarse secciones Ideas y Entretenimiento en 2017. Co.Labs cerró a principios de 2015.

## Franquicias
Fast Company opera varias franquicias, como Most Innovative Companies («Empresas más innovadoras»), World Changing Ideas («Ideas que cambian el mundo»), Innovation By Design («Innovación por diseño») y Most Creative People («Personas más creativas»). Para su función Most Innovative Companies, Fast Company evalúa miles de empresas para crear una lista de 50 empresas que considera las más innovadoras. Most Creative People es una lista de 100 personas de diferentes industrias que considera las más creativas en los negocios.